# Сапоговська
Сапо́говська (рос. Сапоговская) — присілок у складі Опарінського району Кіровської області, Росія. Входить до складу Стрільського сільського поселення.
Населення становить 39 осіб (2010, 4 у 2002).
Національний склад станом на 2002 рік — росіяни 100 %.